# F1 Team
La F1 Team è stata una etichetta discografica italiana, attiva a partire dalla fine degli anni settanta, fino al 1986.
Il logo iniziale era costituito dalle prime 3 lettere e numeri (F 1 T) della parola, stampatelli, rispettivamente in colore celeste, verde chiaro e blu, mentre le restanti lettere, in dimensioni minori, erano minuscole, bianche bordate di nero. Il logo è poi mutato nel corso degli anni.

## Storia
L'etichetta venne fondata da Sergio Gasperini, assieme a un'altra etichetta denominata Merak Music. Entrambe avevano sede e uffici in Milano, in via De Amicis al numero 28. La distribuzione era curata dalla  Panarecord Dischi, fondata nel 1979 da Sergio De Gennaro, e il progetto imprenditoriale, almeno all'inizio, era quello di lanciare singoli e dischi di discomusic italiana, un genere che si inseriva nel filone allora emergente. Il primo disco pubblicato, con codice P501, nel 1978, fu Lovely Lady (retro: Jenny Dance) dei 5eme Avenue, su licenza dell'etichetta francese Formule 1, distribuita dalla Carrere. Lo stesso nome di F1 Team potrebbe essere stato ispirato da tale prima licenza.
Gli artisti posti sotto contratto, con nomi spesso inglesi, furono diversi: per la Merak, ad esempio, la cantante dei novecento Dora Carofiglio pubblicò con lo pseudonimo di Valerie Dore. Per la stessa etichetta, pubblicò, con il nome di Alba, Alba Parietti. Nel 1980 Giorgio Gaber pubblicò su etichetta F1 Team un EP inciso su un solo lato con la canzone Io se fossi Dio, che la Carosello (all'epoca distribuita da Ricordi), etichetta di Gaber, non aveva incluso nel disco Pressione Bassa. Canzone poi inclusa, in versione live, nel disco Il teatro di Giorgio Gaber. 
Dal 1983 a De Gennaro si affiancò Carlo Nasi, e la produzione si estese ad altri generi e autori; alcuni già noti e non più all'apice come Domenico Modugno con Pazzo Amore, altri, all'epoca emergenti, quali Alberto Radius con Elena e il Gatto (1985), oltre a vari singoli di gruppi come Il Giardino dei Semplici e altri artisti. La decisione fu, però, quella di optare per il nome di Panarecord, dismettendo quindi l'utilizzo dei marchi F1 Team e Merak. L'ultimo disco pubblicato a catalogo, con il codice P7640, nel 1986, fu un singolo (su licenza dell'etichetta inglese Spirit Record Company) di Peter King, Something Wicked/Young Blood.

## Dischi
La datazione qui riportata si basa sull'etichetta del disco o sulla copertina; qualora nessuno di questi elementi abbia una datazione, è basata sulla numerazione del catalogo; talora è, infine, basata sul codice della matrice di stampa. Se esistenti, sono riportati, oltre all'anno, il mese e il giorno (quest'ultimo dato si trova, a volte, stampato sul vinile).

### LP
| Numero di catalogo | Anno | Interprete               | Titoli                         |
| ------------------ | ---- | ------------------------ | ------------------------------ |
| LP 3324            | 1979 | Luciano Angeleri         | Do re mi fa sol la ti do amore |
| LP 3332            | 1979 | Blackout                 | 1 (album)1                     |
| LP 3354            | 1982 | Il Giardino dei Semplici | ...E amiamoci                  |
| LP 3355            | 1982 | Michele Serio            | Amici                          |
| LP 3363            | 1982 | Esecutori vari           | Discodance                     |
| LP 3364            | 1982 | Esecutori vari           | Discocross No. 3               |
| LP 3373            | 1982 | Phil Carmen              | Backfire                       |
| LP 33302           | 1982 | Esecutori vari           | Discocross No. 4               |
| LP 33304           | 1983 | Il Giardino dei Semplici | Giallo                         |
| LP 33305           | 1983 | Esecutori vari           | Discocross No. 5               |
| LP 33611           | 1984 | Bolland                  | Silent Partners                |

### Mix
| Numero di catalogo | Anno | Interprete          | Titoli                                            |
| ------------------ | ---- | ------------------- | ------------------------------------------------- |
| DM 901             | 1978 | Bumblebee Unlimited | Lady Bug/Lady Bug (instrumental)                  |
| DM 902             | 1978 | Seximama            | Nepentha (part 1)/Nepentha (part 2)               |
| DM 903             | 1979 | Castadiva           | Disco Verdi                                       |
| DM 904             | 1979 | Ian Gomm            | Hold On / Chicken Run                             |
| DM 905             | 1979 | French Bread        | Disco Coo Coo                                     |
| DM 906             | 1979 | Bumblebee Unlimited | Space Shuttle Ride/I Got A Big Bee                |
| DM 913             | 1980 | Giorgio Gaber       | Io se fossi Dio                                   |
| DM 919             | 1981 | Andrea Mingardi     | Xa vut dalla vetta                                |
| DM 939             | 1982 | Ronnie Jones        | Laser Love/Don't Turn Arround (Der Kommissar)     |
| DM 943             | 1982 | Imagination         | Follow Me/Changes                                 |
| DM 9310            | 1983 | Ben Feghaly         | Come Into My Life/Come Into My Life (Sax Version) |
| DM 9323            | 1985 | Christine           | Free 'N Easy/Free 'N Easy (Instruimental)         |

### 45 giri
| Numero di catalogo | Anno | Interprete                      | Titoli                                               |
| ------------------ | ---- | ------------------------------- | ---------------------------------------------------- |
| P 505              | 1978 | Bumblebee Unlimited             | Lady Bug/Lady Bug (instrumental)                     |
| P 506              | 1978 | Seximama                        | Nepentha (part 1)/Nepentha (part 2)                  |
| P 512              | 1979 | Tony Ben Feghaly                | Angela dentro/Ragazza madre                          |
| P 515              | 1979 | Sergio Agostini                 | Quelli di ieri/Giorno dopo                           |
| P 516              | 1979 | Luciano Angeleri                | Blu/Donna                                            |
| P 529              | 1979 | Pongo                           | Roba/Ye-ye-wo-wo                                     |
| P 531              | 1979 | Pino Leggeri                    | Tu mi manchi tanto/Ancora insieme                    |
| P 532              | 1979 | Angelo Maria Camilli            | Ancora un treno/Se mi manchi                         |
| P 533              | 1979 | Sergio Agostini                 | Quelli di ieri/Giorno dopo giorno                    |
| P 536              | 1979 | Carlo Celi                      | A.A.A. amore cercasi/Un robot                        |
| P 541              | 1979 | Angelica San                    | L'uomo nero/Camaleonte                               |
| P 542              | 1980 | Bruno Pecorella                 | Cuore mio/Penso che lo rifarei                       |
| P 544              | 1980 | Gianni Nazzaro                  | Uomo di strada/Il mio regalo                         |
| P 548              | 1980 | Renata Attivissimo              | Il mio ragazzo Alessandra/Dolce Marilyn              |
| P 551              | 1980 | Luciano Angeleri                | Andiamo al mare/Ciao, ciao Paris                     |
| P 554              | 1980 | Valentino                       | Mi.../Ragazzina                                      |
| P 556              | 1980 | Giovedì e gli altri giorni      | Rosa/Migrations                                      |
| P 558              | 1980 | Maeva                           | Narghilè/Amami con rabbia                            |
| P 568              | 1981 | Luciano Angeleri                | Cara/Do re mi fa sol la ti do amore                  |
| P 571              | 1981 | Gianni Riso                     | Fumo per dimenticare/Va bene così, no?               |
| P 574              | 1981 | Ornella Ventura                 | Che pena/Sigaretta                                   |
| P 580              | 1981 | Fratelli Balestra               | Salvami/Parigi                                       |
| P 582              | 1981 | Sergio Agostini                 | Ancora...un giorno/Per                               |
| P 583              | 1981 | Valentino                       | Mannaggia ti amo/Per                                 |
| P 590              | 1981 | Electropic                      | Cha cha cha/Rumba exotic                             |
| P 591              | 1981 | Imagination                     | Body Talk/Body Talk (Instrumental)                   |
| P 594              | 1981 | Carlo Cori                      | Lulù/L'amore è amore                                 |
| P 601              | 1981 | Edoardo Vianello                | Spaccaquindici/Sta a vedere che volo                 |
| P 605              | 1981 | Marisa Sacchetto                | Regina del futuro/Noia                               |
| P 633              | 1981 | Ricky Tamaca                    | Canterò di me/Tunisia                                |
| P 611              | 1982 | Il Giardino dei Semplici        | ...E amiamoci/Poeta                                  |
| P 618              | 1982 | Valerio Liboni                  | Magari poi/Nonostante te                             |
| P 623              | 1982 | Imagination                     | Just An Illusion/Just An Illusion (Instrumental)     |
| P 625              | 1982 | Bolland                         | You're In The Army Now/The Domino Theory Theme       |
| P 626              | 1982 | Tiziano Cantatore               | L'estate/Il mio domani                               |
| P 627              | 1982 | Caramella                       | Chi sei/Un mondo in prestito                         |
| P 628              | 1982 | Gena Gas                        | S.O.S. ti amo/Il tangaccio                           |
| P 648              | 1982 | Imagination                     | Music And Lights/Music And Lights (Instrumental)     |
| P 667              | 1982 | Massimo Pezzera e Barbara Tosto | Marilina/Mani in su testa in giù                     |
| P 7301             | 1983 | Paola Musiani                   | Fastidio/Curiosità                                   |
| P 7305             | 1983 | Il Giardino dei Semplici        | Giallo/Gli angeli della domenica                     |
| P 7316             | 1982 | Carlos Cosmo                    | Mare tu/Amica                                        |
| P 7322             | 1983 | Carla Urban                     | Mangiamania/Ra-Ta-Ta                                 |
| P 7323             | 1983 | Valerio Liboni                  | Anna ti prego/Per te                                 |
| P 7326             | 1984 | I Trilli                        | Pomeriggio a Marrakech/Lindbergh                     |
| P 7329             | 1984 | Rosanna Fratello                | La carovana/Sola                                     |
| P 7333             | 1984 | Giovanna                        | Solo per te/Hey guardami un po'                      |
| P 7337             | 1984 | Tomi Baldassi                   | Mago Merlino/La sfida                                |
| P 7339             | 1984 | Magenes                         | Giamaica/Estate straniera                            |
| P 7340             | 1984 | Pinot                           | Matto/Giorno per giorno                              |
| P 7346             | 1984 | Wess                            | L'emozione/Io non vivo senza te                      |
| P 7347             | 1984 | Carmen Russo                    | Mi scusi, signorina/Alta infedeltà                   |
| P 7348             | 1984 | Jo Chiarello                    | Lei no/L'ultimo metro                                |
| P 7349             | 1984 | Fockewulf 190                   | Gitano (Vocal version)/Gitano (Instrumental version) |
| P 7354             | 1985 | Valerio Liboni                  | Cambiare casa/Non hai capito proprio niente          |
| P 7355             | 1985 | Jo Chiarello                    | Ma io vi mollo e vado al mare/Stai con me            |
| P 7625             | 1985 | Bolland                         | A bordo/All Systems Go Go                            |